# Plangiodes
Plangiodes is een geslacht van rechtvleugeligen uit de familie sabelsprinkhanen (Tettigoniidae). De wetenschappelijke naam van dit geslacht is voor het eerst geldig gepubliceerd in 1954 door Lucien Chopard.

## Soorten
Het geslacht Plangiodes  is monotypisch en omvat slechts de volgende soort:
- Plangiodes carinatus (Chopard, 1954)